# Borkarbid
Borkarbid är en kemisk förening av bor och kol. Den finns i flera former varav B4C är den vanligaste, men även B12C och B13C2 förekommer.
Näst intill diamant och kubisk bornitrid är borkarbid det hårdaste material vi känner till. Eftersom det är svart till färgen kallas det ibland svart diamant men även diamantvarieteten carbonados kallas svart diamant. Karbiden är hälsovådlig.

## Framställning
Borkarbid framställs genom reduktion av bortrioxid med kol i en ljusbågsugn över 1400 °C.

## Användningsområden
- Munstycken för exempelvis sandblästring.[1] Dessa är dyrare än motsvarande munstycken av kiselkarbid men håller 2–3 gånger längre.[4]
- Blästersand, poler- och slipmedel.[5]
- Dragskivor.[5]
- Termoelement för höga temperaturer (upp till 2 000 °C).
- Avskärmning av neutronstrålning.[1]
- Lättviktspansar (skyddsvästar).[1] Stoppar effektivt pistolkulor, men när anslaghastigheten för projektiler från höghastighetsvapen överstiger 850 m/s ökar plötsligt inträngningsdjupet drastiskt. Det anses bero på att det ursprungligen kristallina materialet genom stöten övergår till ett amorft tillstånd (grå färg).[6]
- Oxidationsskydd. Oxidationskänsliga material kan beläggas med en tunn skyddsfilm av borkarbid. Vid omkring 600 °C börjar borkarbiden oxidera och förbrukar då den oxygen som kan finnas i miljön. Intill smältpunkten blir borkarbiden en mycket viskös vätska, som hänger kvar på det som ska skyddas mot oxidering. Eventuella sprickor i skyddsfilmen, som kan ha uppkommit p.g.a. skillnader i utvidgningskoefficient mellan borkarbiden och underlaget, fylls då igen av den viskösa borkarbiden. Skyddsfilmen blir på så sätt självreparerande.[7]